# Schroefwormvlieg
De schroefwormvlieg (Cochliomyia hominivorax) is een tweevleugelig insect uit de familie bromvliegen (Calliphoridae). De vlieg komt voor in Midden- en Zuid-Amerika en in de Caraïben.
De vrouwtjes leggen 250 tot 500 eitjes in de wonden van dieren, ook van de mens. De larven boren zich in het weefsel en kunnen flinke schade aanrichten, tot de dood aan toe. Na 2 tot 7 dagen verlaten de larven de gastheer en verpoppen op de grond.
De schroefwormvlieg is een van de voorbeelden van insecten die succesvol zijn bestreden met steriele-insecten-techniek.